# Косминін Олексій Іванович
Олексій Іванович Косминін (рос. Алексей Иванович Космынин) (9 серпня 1977 Москва, СССР) — російський політичний діяч, з березня 2004 рік а глава муніципального округу району  Перово міста Москви, економіст, колишній член політичної партії «Справедлива Росія», діючий член « Єдиної Росії».

## Біографія
Олексій Іванович Косминін народився 9 серпня 1977 рік а в Москві, СРСР. В 1994 рік у закінчив одинадцять класів в загальноосвітній школі № 782 району  Перово. З 1994 по 1997 рік навчався в Московській Державній Текстильній Академії імені Косигіна, і там отримав спеціальність «Автоматизація технологічних процесів». З 2001 по 2003 рік отримав економічну освіту в  Московському авіаційному інституті за фахом «Економічне управління підприємством». У березні 2004 року Олексій Іванович був обраний депутатом муніципального Зборів внутрішньоміського муніципального освіти Перово і її главою.

### Особисте життя
Одружений, має сина